# Loingsech mac Cenn Étig
Loingsech mac Cinn Étig Ua Lethlobair (mort en 932) - est le 33e roi de Dál nAraidi en 904 et le 39e roi Ulaid de 925 à sa mort et l'éponyme de la lignée des Ua Loingsig.

## Origine
Loingsech est issu de la principale dynastie régnante du Dál nAraidi, connue sous le nom d'Uí Chóelbad. Cette dynastie se situe dans la plaine de Mag, à l'est de la ville d'Antrim, dans l'actuel comté d'Antrim. Son nom Loingsech (c'est-à-dire: Marin) est probablement une référence à celui de son arrière-grand-père, car il est le fils de Cenn Étig mac Lethlobair (900), roi de Dál nAraidi et Leth rí d'Ulaid. Selon le Livre de Leinster, il succède sur le trône de Dál nAraidi à son frère Bécc Ua Lethlobair dont les Annales des quatre maîtres relèvent la mort en 904.

## Règne
Les Annales mentionnent Letlobar pour la première fois en 912. En juin de cette année, une armée commandée par Niall, fils de l'Ard ri Erenn Áed Findliath, intervient au Dál nAraidi. Le roi Loingsech Ua Lethlobair le rencontre à Freghabhail (actuellement Ravel Water dans le comté Antrim), où il est vaincu par Niall. Lors du combat, Loingsech perd son frère Flathrua Ua Lethlobair. Áed mac Eochocáin, roi de la province d'Ulaid et Loingseach Ua Leathlobhair, le poursuivent ensuite jusqu'à Carn-Ereann. Là-bas, Niall les défait de nouveau et Dubgall, le fils d'Áed mac Eochocáin, est grièvement blessé alors qu'un grand nombre des Hommes d'Ulaid sont tués. Une paix est alors conclue lors des calendes de novembre à Tealach-Og, entre Niall, roi d'Ailech, et Áed, roi d'Ulaid.
En 925, le roi d'Ulaid, Dubgall mac Áeda, meurt assassiné par « son propre peuple ». Loingsech est alors désigné comme roi d'Ulaid à sa place. Il règne sept années selon Mac-Firbis (fol.481) et meurt en 932. L'Ulaid passe alors à Eochaid mac Conaill et le Dál nAraidi, selon le Livre de Leinster, est dévolu à son frère Tommaltach Ua Lethlobair.

## Postérité
Loingsech laisse un fils Áed mac Loingsig, le futur roi de Dál nAraidi et d'Ulaid. De son nom de Loingsech, sa lignée prit le nom de Muintir Loingsigh ou O'Loingsigh d'Ulster, anglicisé en : Linch, Lynch, Linskey et Lynskey.